# 117
سنة 117 م (بالأرقام الرومانية: CXVII) كانت سنة بسيطة تبدأ يوم الجمعة (الرابط يظهر نموذج الجدول الزمني الكامل للسنة) من التقويم اليولياني. بدأت تسمية السنة ب117 منذ العصور الوسطى المبكرة، عندما أصبح تقويم أنو دوميني هو الأسلوب السائد في أوروبا لتسمية السنوات.

## أحداث
- نهاية ثورة الشتات في 117 والتي بدأت في 115.

## وفيات
- تراجان